# Xenophrys nankiangensis
Xenophrys nankiangensis (tên tiếng Anh: Nankiang Horned Toad) là một loài lưỡng cư thuộc họ Megophryidae.
Đây là loài đặc hữu của Trung Quốc.
Môi trường sống tự nhiên của chúng là vùng cây bụi ôn đới và sông ngòi.
Chúng hiện đang bị đe dọa vì mất môi trường sống. 